# Albert Eischen
Albert Eischen (* 26. Dezember 1899 in Paris; † 3. November 1941 in Champcueil) war ein luxemburgischer Radrennfahrer.

## Sportliche Laufbahn
Eischen war im Straßenradsport aktiv. Er stammte aus Paris, wo er auch im Verein „Club Sportif International“ mit dem Radsport begann. In Frankreich gewann er mehrere Rennen, in seiner Heimat fuhr er dagegen selten Radrennen.
Er startete, obwohl er bis dahin noch nie ein Etappenrennen bestritten hatte, in der Tour de France 1925 mit vier weiteren Luxemburgern als Einzelfahrer, schied aber bereits auf der 2. Etappe aus.